# Kleingewässerlandschaft bei Dömitzow
Kleingewässerlandschaft bei Dömitzow este o arie protejată (arie specială de conservare — SAC, sit de importanță comunitară — SCI) din Germania întinsă pe o suprafață de 886 ha, integral pe uscat.

## Localizare
Centrul sitului Kleingewässerlandschaft bei Dömitzow este situat la coordonatele 54°11′19″N 13°14′33″E / 54.1886°N 13.2425°E.

## Înființare
Situl Kleingewässerlandschaft bei Dömitzow a fost declarat sit de importanță comunitară în aprilie 2004 pentru a proteja 1 specie de animale. Situl a fost protejat și ca arie specială de conservare în august 2016.

## Biodiversitate
Situată în ecoregiunea continentală, aria protejată conține 1 habitat natural: Lacuri eutrofice naturale cu vegetație de tip Magnopotamion sau Hydrocharition.
La baza desemnării sitului se află o specie protejată de  amfibieni: triton cu creastă (Triturus cristatus)